# Carathrips
Carathrips är ett släkte av insekter. Carathrips ingår i familjen rörtripsar.
Kladogram enligt Catalogue of Life:
| Carathrips | \| \| Carathrips ampliceps \| \| \| \| \| \| Carathrips delicatulus \| \| \| \| \| \| Carathrips mediamericanus \| \| \| \| \| \| Carathrips sculpticollis \| \| \| \| |
|            | \| \| Carathrips ampliceps \| \| \| \| \| \| Carathrips delicatulus \| \| \| \| \| \| Carathrips mediamericanus \| \| \| \| \| \| Carathrips sculpticollis \| \| \| \| |
|            | Carathrips ampliceps |
|            | |
|            | Carathrips delicatulus |
|            | |
|            | Carathrips mediamericanus |
|            | |
|            | Carathrips sculpticollis |
|            | |